# MF SNAV Adriatico
SNAV Adriatico (dawna Stena Baltica) – prom należący do Stena Line, pływający do 2011 roku pomiędzy Gdynią a Karlskroną w Szwecji. Statek został zbudowany w 1986 w stoczni Van der Giessen-de Noord w Holandii jako MS Koningin Beatrix dla armatora Stoomvaart Maatschappij Zeeland (SMZ). Zbudowano go według planów budowy takich promów, jak SNAV Lazio, SNAV Sardegna, Princess of Norway i King of Scandinavia.
W 1989 roku został odkupiony przez Stena Line i w 2002 nazwany Stena Baltica. Obecnie od 2013 roku statek pływa pod banderą Włoch jako SNAV Adriatico, a jego port macierzysty to Neapol. 

## Historia
Prom został zwodowany w roku 1986 w holenderskiej stoczni Van der Giessen de Noord jako Koningin Beatrix (Królowa Beatrix). Wszedł do służby jeszcze w tym samym roku  u operatora SMZ (Stoomvaart Maatschappij Zeeland), z portem macierzystym Hoek van Holland, kursując między tym portem i Harwich. W 1989 połączenie to i statek przejęła szwedzka firma armatorska Stena Line. Statek utrzymywał je do roku 1997, kiedy to zastąpił go prom Stena Discovery. 
Po przybyciu Stena Discovery, Koningin Beatrix został przeniesiony na trasę Fishguard-Rosslare, zastępując tam Stena Felicity. Obsługiwał tę trasę do roku 2002, kiedy to został zastąpiony przez inny prom floty Stena Line Stena Europe. W tym okresie portem macierzystym był Londyn.
W 2002 roku nowym portem macierzystym Koningin Beatrix stało się Nassau na Bahamach, a nazwę statku zmieniono na Stena Baltica i skierowano do obsługi połączenia z Gdynią.
W 2005 Stena Baltica został poddany gruntownej przebudowie w Gdańskiej Stoczni Remontowej, która była największą modernizacją w dziejach armatora Stena Line oraz jedną z najdroższych w dziejach stoczni (235 milionów SEK). W wyniku remontu liczba miejsc pasażerskich została zmniejszona z 1800 do 1200 na rzecz zwiększenia przestrzeni towarowej, gdzie został dobudowany dodatkowy pokład samochodowy. Obecnie prom może jednorazowo zabrać na pokład 465 samochodów. W przestrzeni pasażerskiej w wyniku remontu powstały nowe restauracje, nowe kabiny oraz miejsca rozrywki dla dorosłych i dzieci.
W czerwcu 2011 Stena Baltica  została zastąpiona na trasie Karlskrona - Gdynia przez prom Stena Spirit.
W 2013 roku nowym armatorem jednostki, której nazwę zmieniono na SNAV Adriatico, z portem macierzystym w Neapolu, stał się włoski SNAV, a od 2015 hiszpańska  Acciona Trasmediterránea. Od 2013 roku kolejny prom nosi nazwę Stena Baltica.

## Galeria

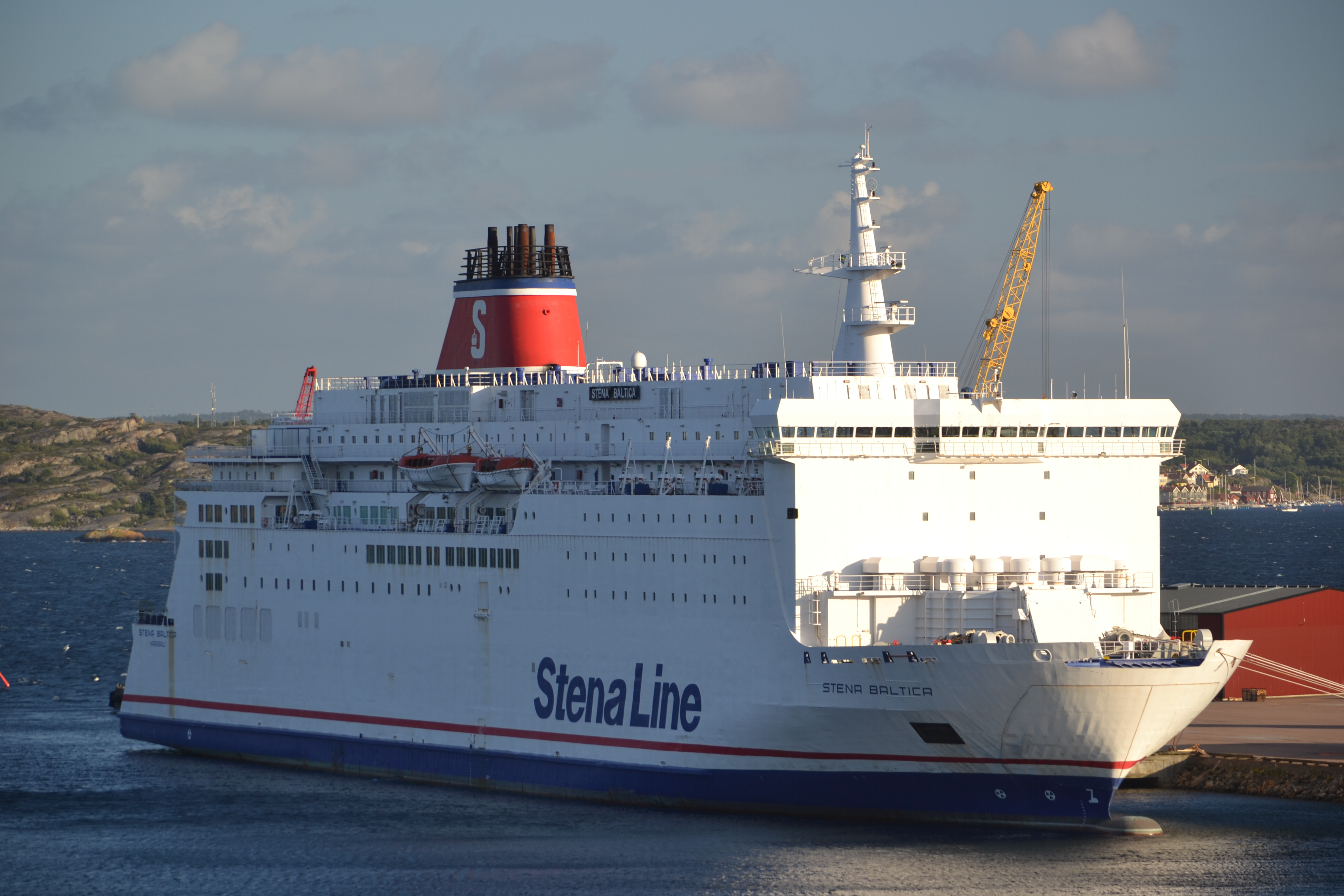
Stena Baltica (2012)
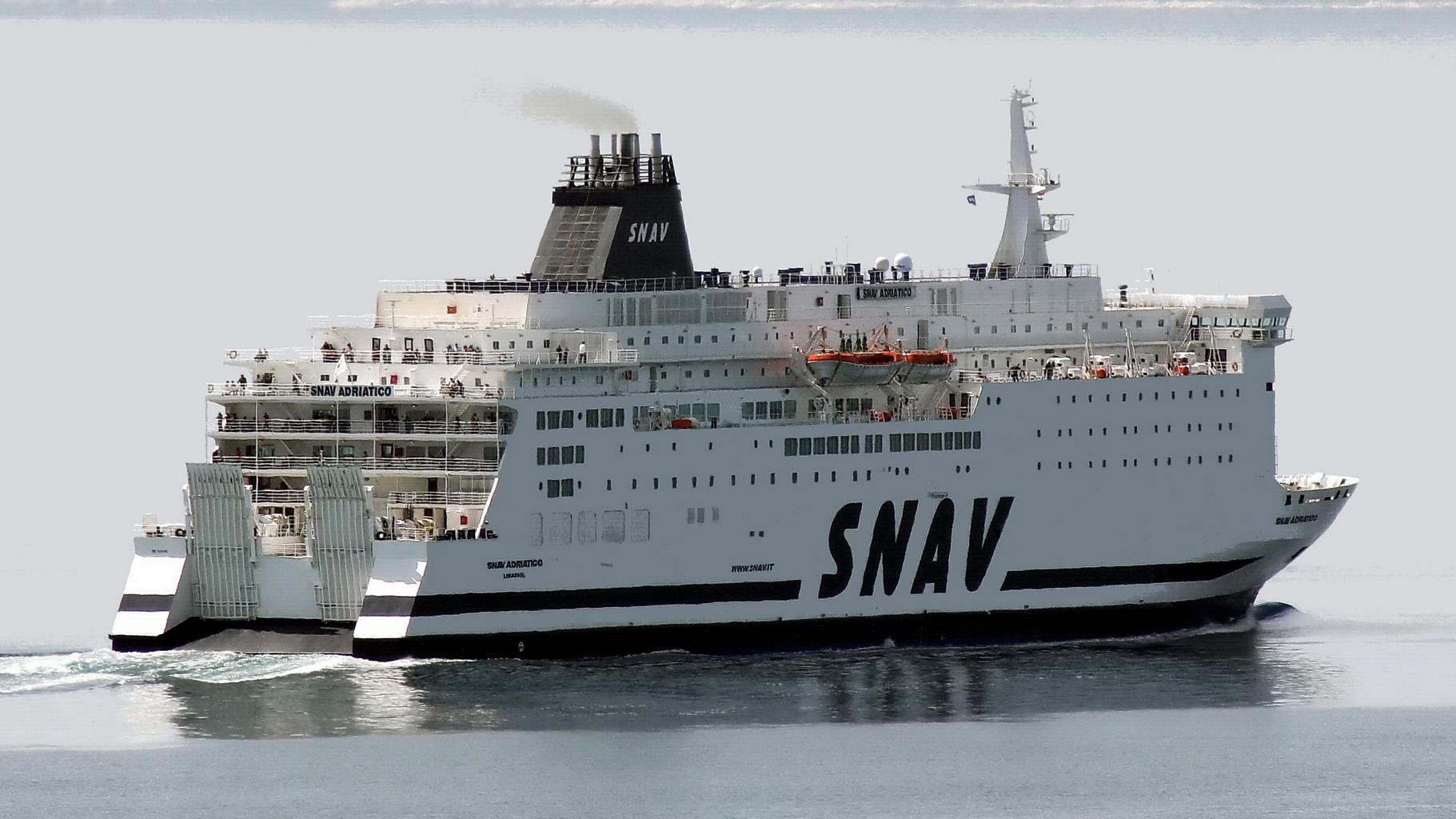
SNAV Adriatico w barwach SNAV (2013)
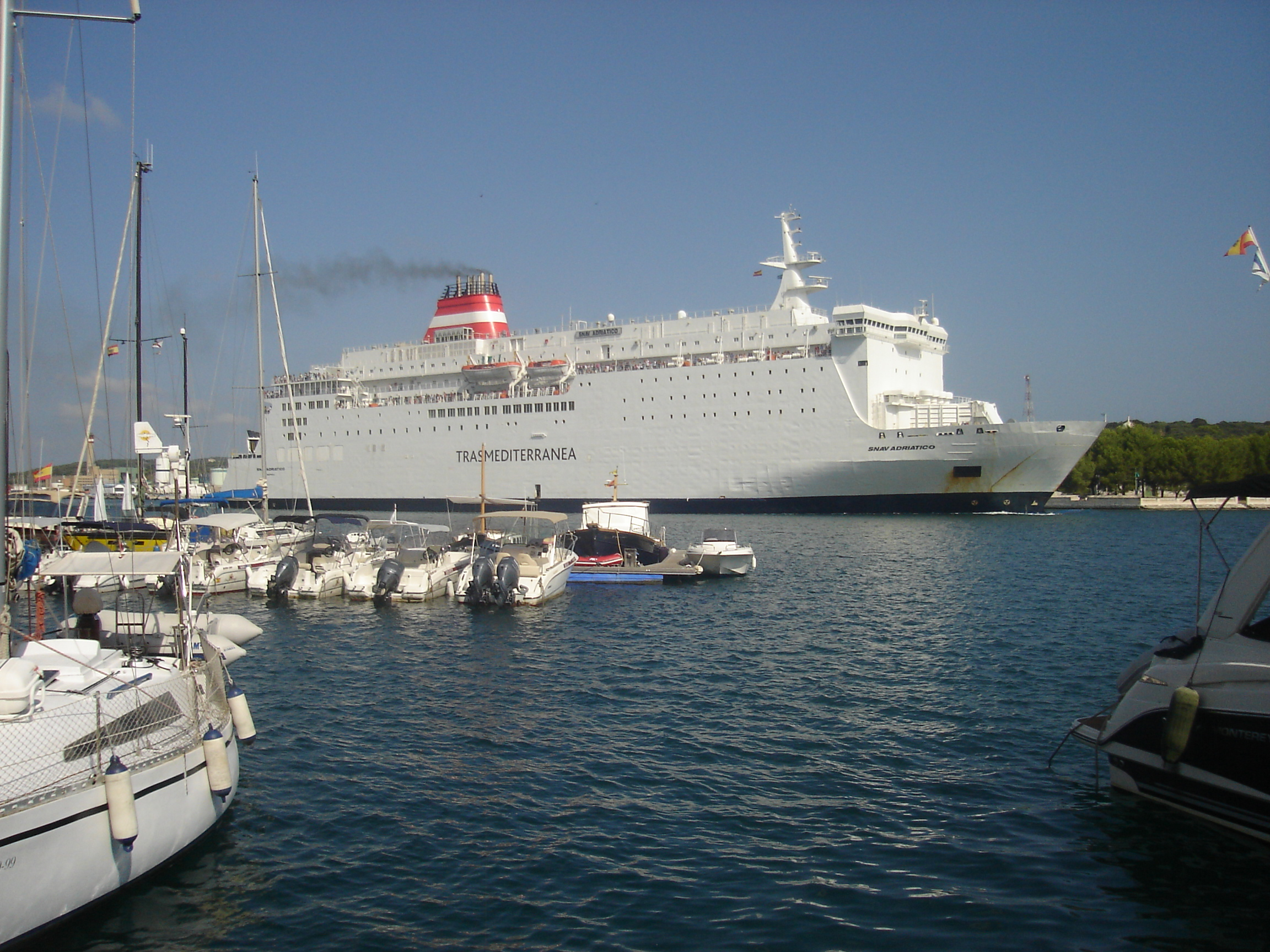
SNAV Adriactico w barwach Acciona Trasmediterránea (2015)
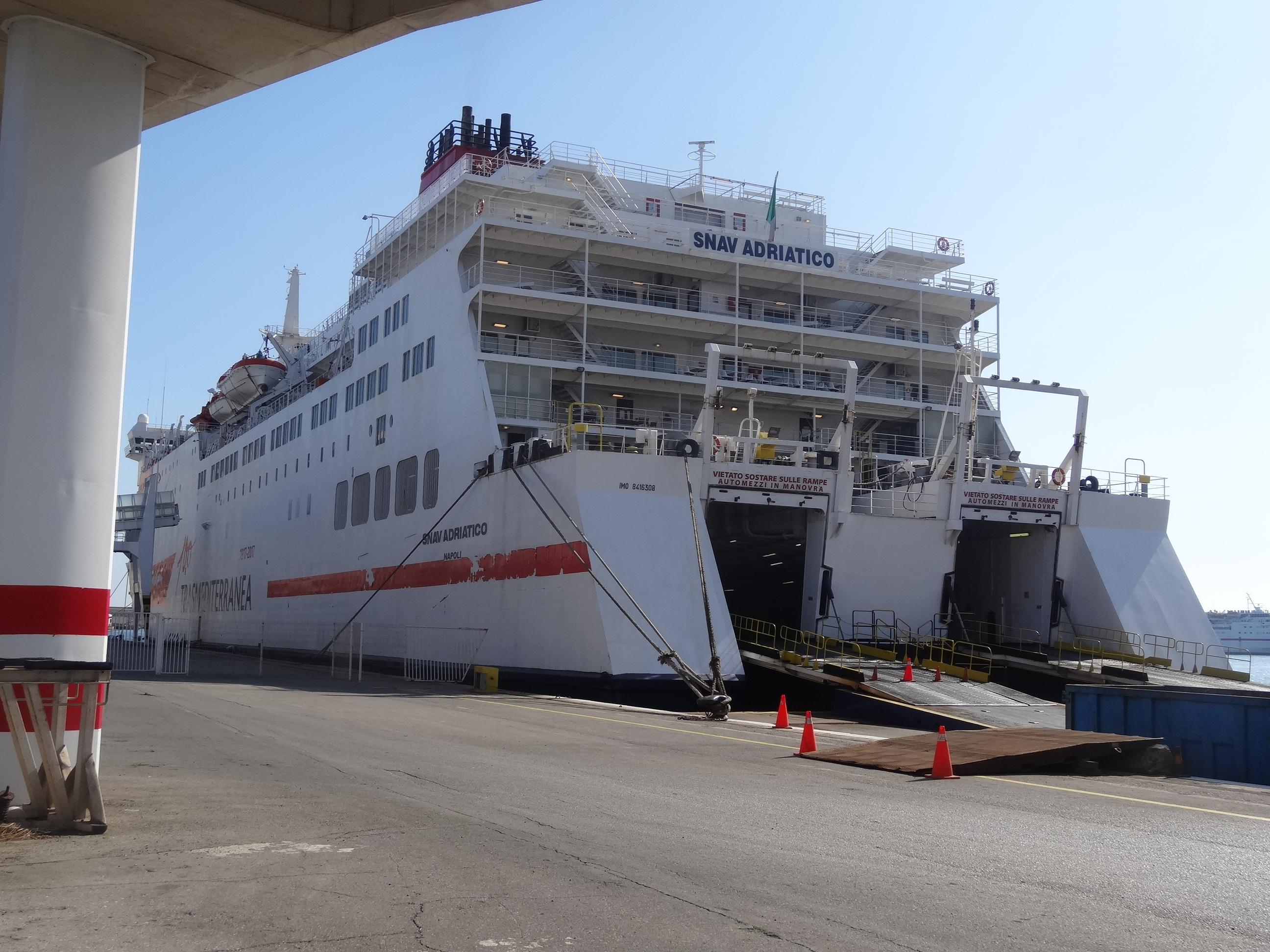
SNAV Adriatico od strony furty rufowej (2017)